# Freilla variabilis
Freilla variabilis är en fjärilsart som beskrevs av Druce 1890. Freilla variabilis ingår i släktet Freilla och familjen nattflyn. Inga underarter finns listade i Catalogue of Life.